# 矮球萼蝇子草
矮球萼蝇子草（学名：Silene chodatii var. pygmaea）为石竹科蝇子草属下的一个变种。

## 扩展阅读
- 維基物種上的相關：矮球萼蝇子草